# Driland
Tanken Driland (探検ドリランド?, Tanken Dorirando, lett. "Esplorazione Driland") è un videogioco fantasy, prodotto da Gree per telefoni cellulari nel 2012. Da esso è stato tratto un anime della Toei Animation, trasmesso in Giappone su TV Tokyo dal 7 luglio 2012 al 30 marzo 2013 la prima serie con l'omonimo titolo, e dal 6 aprile 2013 al 29 marzo 2014 la seconda con il titolo Tanken Driland -1000-nen no mahou- (探検ドリランド -１０００年の真宝-?, Tanken Dorirando -1000-nen no mahou-, lett. "Esplorazione Driland -Il tesoro reale dei mille anni-"). Due adattamenti manga, usciti in tankōbon, sono stati pubblicati ad opera della Shūeisha.
In Italia la prima serie dell'anime è stata acquistata dalla Rai, che però non l'ha mai mandata in onda una volta concluso il doppiaggio.

## Trama

### Prima serie
Nella terra medievale di Driland, i cacciatori esplorano le rovine alla ricerca di tesori. La principessa Davina (Mikoto) sogna di diventare anche lei una cacciatrice, nonostante un giorno dovrà ereditare il trono del Regno di Elua. Seguendo le parole di Bonnie, un cacciatore esperto che è una fonte d'ispirazione per la futura imperatrice, Davina inizia un viaggio con il desiderio di girare il mondo.

### Seconda serie
Mille anni dopo l'era della principessa Davina, tutti i cacciatori sono stati sigillati dentro carte a causa di un incidente. Il ragazzo avventuroso Hagan diventa la chiave per liberarli e viaggia insieme ai suoi amici per trovare le carte, affrontando a volte battaglie infide.

## Personaggi

### Prima serie
Davina (ミコト?, Mikoto, Mikoto)
Doppiata da: Kanako Miyamoto (ed. giapponese), Eva Padoan (ed. italiana)
Protagonista della prima serie.
Horace (ポロン?, Poron, Pollon)
Doppiato da: Motoko Kumai (ed. giapponese), Gabriele Patriarca (ed. italiana)
Milo (ウォーレンス?, Uōrensu, Wallens)
Doppiato da: Kenji Nojima (ed. giapponese), Simone Crisari (ed. italiana)
Alvida (アルビダ?, Arubida)
Doppiata da: Akemi Kanda (ed. giapponese), ? (ed. italiana)
Ryan (パーン?, Pān, Pahn)
Doppiato da: Kōki Uchiyama (ed. giapponese), David Chevalier (ed. italiana)
Pefu (ペフー?, Pefū)
Doppiato da: Masami Suzuki (ed. giapponese), ? (ed. italiana)
Bonnie (ボニー?, Bonī)
Doppiata da: Masako Nozawa (ed. giapponese), ? (ed. italiana)
Cremoya (クレモア?, Kuremoa)
Doppiato da: Mahito Ōba (ed. giapponese), ? (ed. italiana)
Hauwy (ハーウィー?, Hāuī)
Doppiato da: Sayuri Hara (ed. giapponese), ? (ed. italiana)
Haruka (ハルカ?, Haruka)
Doppiata da: Yōko Hikasa (ed. giapponese), ? (ed. italiana)
Clam (クラム?, Kuramu)
Doppiato da: Yasuhiko Kawazu (ed. giapponese), ? (ed. italiana)
Chowder (チャウダー?, Chaudā)
Doppiato da: Yasuhiro Takato (ed. giapponese), ? (ed. italiana)
Gōdo (ゴード?, Gōdo)
Doppiato da: Hidekatsu Shibata e Shinsuke Nishi (vera forma) (ed. giapponese), ? (ed. italiana)
Antagonista della prima serie.

### Seconda serie
Hagan (ハガン?, Hagan)
Doppiato da: Mayumi Yamaguchi (ed. giapponese)
Protagonista della seconda serie.
Lo spadaccino dalla fiamma intensa Kibamaru (激炎剣キバマル?, Gekienken Kibamaru)
Doppiato da: Motoko Kumai (ed. giapponese)
Raichōka Feylin (雷蝶花フェイリン?, Raichōka Feirin)
Doppiata da: Yū Shimamura (ed. giapponese)
Kisuikyō Nagare (輝水卿ナガレ?, Kisuikyō Nagare) / La Maschera d'Oro Fahn (黄金仮面ファーン?, Ōgon Kamen Fān)
Doppiato da: Kenji Nojima e Yukiko Morishita (bambino) (ed. giapponese)
Yuppi (♨っぴい?)
Doppiato da: Taiki Matsuno (ed. giapponese)
Peho (ペホー?, Pehō)
Doppiato da: Masami Suzuki (ed. giapponese)
Mekky & Shakky (メッキ＆シャッキ?, Mekki & Shakki)
Doppiati da: Tetsuya Yanagihara (Mekky) & Kanako Miyamoto (Shakky) (ed. giapponese)
Dior (光貴公神ディオル?, Kōkikōshin Dioru) / Mostro Dior (魔獣ディオル?, Majū Dioru)
Doppiato da: Akira Ishida (ed. giapponese)
Antagonista della seconda serie.
Il cavaliere caduto dal cielo Belinda (堕天騎士ベリンダ?, Daten Kishi Berinda)
Doppiata da: Yukana (ed. giapponese)

## Anime
L'anime, prodotto da Toei Animation, è composto in totale da 88 episodi, divisi in 37 della prima serie e 51 della seconda, andati in onda su TV Tokyo dal 7 luglio 2012 al 30 marzo 2014.
In Italia è stata acquistata dalla Rai la prima serie, intorno al 2013, ma non è stata mai trasmessa, nonostante sia stata incisa anche la sigla d'apertura italiana.

### Episodi
| Nº                                                            | Giapponese 「Kanji」 - Rōmaji - Traduzione letterale                                                                                                 | In onda           | In onda |
| Nº                                                            | Giapponese 「Kanji」 - Rōmaji - Traduzione letterale                                                                                                 | Giapponese        |         |
| Tanken Driland (37 episodi)                                   | |                   |         |
| 1                                                             | 「ハンターになりたい！」 - Hantā ni naritai! – "Voglio diventare una cacciatrice!"                                                                   | 7 luglio 2012     |         |
| 2                                                             | 「ポロンの帽子」 - Poron no bōshi – "Il cappello di Pollon"                                                                                          | 14 luglio 2012    |         |
| 3                                                             | L'eroe di Elua 「探検の仲間！？ウォーレンス」 - Tanken no nakama!? Uōrensu – "Un compagno di esplorazione!? Wallens"                                 | 21 luglio 2012    |         |
| 4                                                             | La principessa Vala 「女海賊アルビダ」 - On'na kaizoku Arubida – "La donna pirata Alvida"                                                            | 4 agosto 2012     |         |
| 5                                                             | 「新たな出会い！槍使いパーン」 - Aratana deai! Yari tsukai Pān – "Un nuovo incontro! L'utilizzatore di lance Pahn"                                   | 11 agosto 2012    |         |
| 6                                                             | 「闇からの侵入者キングモンスター！」 - Yami kara no shin'nyū-sha Kingu Monsutā! – "Un intruso dal buio King Monster!"                                | 18 agosto 2012    |         |
| 7                                                             | Un messaggio da Bonnie 「ボニーからのメッセージ」 - Bonī kara no messēji – "Un messaggio da parte di Bonnie"                                         | 25 agosto 2012    |         |
| 8                                                             | Siska, il primo amore di Horace 「ポロンの初恋！？少女イリア」 - Poron no hatsukoi!? Shōjo Iria – "Il primo amore di Pollon!? La ragazza Ilya"       | 1º settembre 2012 |         |
| 9                                                             | 「人魚姫セーラと海の秘宝」 - Ningyo-hime Sēra to umi no hihō – "La sirena principessa Sera e i tesori del mare"                                      | 8 settembre 2012  |         |
| 10                                                            | 「初めての敗北！ディアガー登場」 - Hajimete no haiboku! Diagā tōjō – "La prima sconfitta! Appare Diaga"                                              | 15 settembre 2012 |         |
| 11                                                            | 「大変身！？女海賊アルビダ」 - Dai henshin!? On'na kaizoku Arubida – "Grande trasformazione!? La donna pirata Alvida"                                | 22 settembre 2012 |         |
| 12                                                            | 「第一の弟子！薔薇乙女ブリリアン」 - Dai-ichi no deshi! Bara otome Buririan – "Il primo discepolo! La fanciulla delle rose Brillian"                 | 29 settembre 2012 |         |
| 13                                                            | 「ミコトが選ばれた理由」 - Mikoto ga erabareta wake – "Il motivo per cui Mikoto è stata scelta"                                                      | 6 ottobre 2012    |         |
| 14                                                            | 「ブリも驚き！ミコトの真の力」 - Buri mo odoroki! Mikoto no shin no chikara – "Anche Buri sorpreso! Il vero potere di Mikoto"                        | 13 ottobre 2012   |         |
| 15                                                            | 「夢見る冒険家レオ」 - Yumemiru bōken-ka Reo – "L'avventuriero sognatore Leo"                                                                        | 20 ottobre 2012   |         |
| 16                                                            | 「過ぎ去りし日々！ウォーレンスの秘密」 - Sugisarishi hibi! Uōrensu no himitsu – "Giorni che trascorrono! Il segreto di Wallens"                      | 27 ottobre 2012   |         |
| 17                                                            | 「宝から飛び出したペット、ペフー！」 - Takara kara tobidashita petto, Pefū! – "L'animale domestico che è saltato fuori dal tesoro, Pefu!"            | 3 novembre 2012   |         |
| 18                                                            | 「陽気な酔っ払い、ジン！」 - Yōki na yopparai, Jin! – "Lo spassoso ubriaco, Jin!"                                                                    | 10 novembre 2012  |         |
| 19                                                            | 「出でよ、イソウェルの力！」 - De de yo, Isoueru no chikara! – "Esci, potere di Iswell!"                                                             | 17 novembre 2012  |         |
| 20                                                            | 「秘石を追え！闇タンバリン、ヤーダス！」 - Hi ishi wo oe! Yami tanbarin, Yādasu! – "Inseguire le pietre segrete! Il tamburello oscuro, Yardus!"      | 24 novembre 2012  |         |
| 21                                                            | 「水と炎！ミコトＶＳディアガー」 - Mizu to honō! Mikoto tai Diagā – "Acqua e fuoco! Mikoto contro Diaga"                                             | 1º dicembre 2012  |         |
| 22                                                            | 「ボニーとの再会！託された気持ち」 - Bonī to no saikai! Takusareta kimochi – "Riunione con Bonnie! Sentimenti impegnati"                             | 8 dicembre 2012   |         |
| 23                                                            | 「目覚めろ、野性の力！ウォーレンスの修業」 - Mezamero, yasei no chikara! Uōrensu no shūgyō – "Svegliati, potere selvaggio! L'allenamento di Wallens" | 15 dicembre 2012  |         |
| 24                                                            | 「水晶銃を手に入れろ！」 - Suishō-jū wo te ni irero! – "Ottieni la pistola di cristallo!"                                                            | 22 dicembre 2012  |         |
| 25                                                            | 「さらばパーン」 - Saraba Pān – "Addio Pahn" | 5 gennaio 2013    |         |
| 26                                                            | 「牢獄での出会い！騎士団の４人」 - Rōgoku de no deai! Kishi-dan no 4-nin – "Incontro alla prigione! I quattro cavalieri"                             | 12 gennaio 2013   |         |
| 27                                                            | 「大脱走！英雄パーン」 - Dai dassō! Eiyū Pān – "Grande fuga! L'eroe Pahn"                                                                            | 19 gennaio 2013   |         |
| 28                                                            | 「お帰りパーン」 - Okaeri Pān – "Bentornato Pahn" | 26 gennaio 2013   |         |
| 29                                                            | 「裏切りの弟子！ディアガーの過去」 - Uragiri no deshi! Diagā no kako – "Il discepolo del tradimento! Il passato di Diaga"                            | 2 febbraio 2013   |         |
| 30                                                            | 「仰天！！レアキングモンスター出現」 - Gyōten!! Rea Kingu Monsutā shutsugen – "Sbalordito!! Appare Rare King Monster"                                | 9 febbraio 2013   |         |
| 31                                                            | 「ボニー、ザ・レジェンド」 - Bonī, za rejendo – "Bonnie, The Legend"                                                                                 | 16 febbraio 2013  |         |
| 32                                                            | 「ミコトの決断！ビザンテオンを目指せ！」 - Mikoto no ketsudan! Bizanteon wo mezase! – "La decisione di Mikoto! Si punta al Bizanteon!"               | 23 febbraio 2013  |         |
| 33                                                            | Horace diventa un eroe 「ポロン覚醒」 - Poron kakusei – "Il risveglio di Pollon"                                                                     | 2 marzo 2013      |         |
| 34                                                            | La promessa di Milo 「ウォーレンスの約束」 - Uōrensu no yakusoku – "La promessa di Wallens"                                                          | 9 marzo 2013      |         |
| 35                                                            | 「ミコトとディアガー！剣と剣！」 - Mikoto to Diagā! Ken to ken! – "Mikoto e Diaga! Spada e spada!"                                                   | 16 marzo 2013     |         |
| 36                                                            | 「最終決戦」 - Saishū kessen – "Battaglia finale" | 23 marzo 2013     |         |
| 37                                                            | 「ミコト、命の果てに」 - Mikoto, inochi no hate ni – "Mikoto, alla fine della vita"                                                                  | 30 marzo 2013     |         |
| Tanken Driland -1000-nen no mahou- (Gōdo-hen) (26 episodi)    | |                   |         |
| 1 (38)                                                        | 「俺が掘ったらすごいぞ！」 - Ore ga hottara sugoi zo! – "Sarei fantastico se scavassi!"                                                              | 6 aprile 2013     |         |
| 2 (39)                                                        | 「ハンターカードの謎」 - Hantā kādo no nazo – "Il mistero delle carte dei cacciatori"                                                                | 13 aprile 2013    |         |
| 3 (40)                                                        | 「決戦！真宝王ゴード城！」 - Kessen! Ma hōō Gōdo-jō! – "Lotta decisiva! Il reale tesoro del castello di Gōdo!"                                       | 20 aprile 2013    |         |
| 4 (41)                                                        | 「飛べ、雷蝶花フェイリン！」 - Tobe, Raichōka Feirin! – "Vola, Raichōka Feylin!"                                                                     | 27 aprile 2013    |         |
| 5 (42)                                                        | 「美しき貴公子ナガレ」 - Utsukushiki kikōshi Nagare – "Il bellissimo giovane nobile Nagare"                                                          | 4 maggio 2013     |         |
| 6 (43)                                                        | 「その女神、天使か悪魔か」 - Sono megami, tenshi ka akuma ka – "Quella dea, un angelo o un diavolo"                                                  | 11 maggio 2013    |         |
| 7 (44)                                                        | 「アゲハ神姫マチ降臨」 - Ageha Shinki Machi kōrin – "Arriva Ageha Shinki Machi"                                                                      | 18 maggio 2013    |         |
| 8 (45)                                                        | 「一匹狼 荒野侍ワイルド」 - Ippikiōkami kōya samurai Wairudo – "Il solitario e selvaggio samurai Wild"                                               | 25 maggio 2013    |         |
| 9 (46)                                                        | 「キピー！キノピーの里」 - Kipī! Kinopī no sato – "Kipii! Il villaggio di Kinopii"                                                                   | 1º giugno 2013    |         |
| 10 (47)                                                       | 「真宝学校卒業試験」 - Ma Takara gakkō sotsugyō shiken – "Gli esami di maturità alla scuola del reale tesoro"                                        | 8 giugno 2013     |         |
| 11 (48)                                                       | 「孤高の盗賊 神風カシム」 - Kokō no tōzoku kamikaze Kashimu – "Il solitario ladro del vento divino Kassim"                                           | 15 giugno 2013    |         |
| 12 (49)                                                       | 「潜入！闇の前線基地」 - Sen'nyū! Yami no zensen kichi – "Intrusione! La base anteriore dell'oscurità"                                               | 22 giugno 2013    |         |
| 13 (50)                                                       | 「闇の基地を破壊せよ」 - Yami no kichi wo hakai seyo – "Distruggi la base dell'oscurità"                                                             | 29 giugno 2013    |         |
| 14 (51)                                                       | 「哀と悲しみの戦友」 - Ai to kanashimi no sen'yū – "Un compagno di dolore e tristezza"                                                               | 6 luglio 2013     |         |
| 15 (52)                                                       | 「ミコト 決断の刻」 - Mikoto ketsudan no koku – "Mikoto: il momento decisivo"                                                                        | 13 luglio 2013    |         |
| 16 (53)                                                       | 「フェイリンとキングモンスター」 - Feirin to Kingu Monsutā – "Feylin e King Monster"                                                                 | 20 luglio 2013    |         |
| 17 (54)                                                       | 「謎の少女 アリソン」 - Nazo no shōjo Arison – "La misteriosa ragazza: Allison"                                                                      | 27 luglio 2013    |         |
| 18 (55)                                                       | 「レトロンに眠る秘密」 - Retoron ni nemuru himitsu – "Il segreto che dorme nel Retoron"                                                              | 3 agosto 2013     |         |
| 19 (56)                                                       | 「レトロンに咲く花」 - Retoron ni saku hana – "Un fiore che sboccia nel Retoron"                                                                     | 10 agosto 2013    |         |
| 20 (57)                                                       | 「大決戦！三大素の女神」 - Daisakusen! San-dai moto no megami – "Grande piano! La dea dei tre elementi principali"                                   | 17 agosto 2013    |         |
| 21 (58)                                                       | 「ハガン 戦力外通告」 - Hagan senryoku gaitsūkoku – "Hagan: avviso di guerra esterna"                                                                | 24 agosto 2013    |         |
| 22 (59)                                                       | 「ハガンが失くしたもの」 - Hagan ga shitsukushita mono – "Hagan ha perso qualcosa"                                                                   | 31 agosto 2013    |         |
| 23 (60)                                                       | 「俺が復活したらすごいぞ！」 - Ore ga fukkatsu shitara sugoi zo! – "Sarei fantastico se tornassi!"                                                   | 7 settembre 2013  |         |
| 24 (61)                                                       | 「真宝王ゴード、その光と闇」 - Ma hōō Gōdo, sono hikari to yami – "Il reale tesoro Gōdo, quella luce e oscurità"                                     | 14 settembre 2013 |         |
| 25 (62)                                                       | 「真宝の弾丸」 - Ma hōō no dangan – "I proiettili del tesoro reale"                                                                                  | 21 settembre 2013 |         |
| 26 (63)                                                       | 「ハンターは最高だ！」 - Hantā wa saikō da! – "I cacciatori sono i migliori!"                                                                        | 28 settembre 2013 |         |
| Tanken Driland -1000-nen no mahou- (Belinda-hen) (25 episodi) | |                   |         |
| 1 (64)                                                        | 「混沌の子 目覚める」 - Konton no ko mezameru – "Il bambino del caos si risveglia"                                                                   | 5 ottobre 2013    |         |
| 2 (65)                                                        | 「ハガンのお宝」 - Hagan no otakara – "Il tesoro di Hagan"                                                                                           | 12 ottobre 2013   |         |
| 3 (66)                                                        | 「ベリンダのおもちゃ」 - Berinda no omocha – "Il giocattolo di Belinda"                                                                              | 19 ottobre 2013   |         |
| 4 (67)                                                        | 「天使の羽を手に入れろ！」 - Tenshi no hane wo te ni irero! – "Ottieni le ali d'angelo!"                                                             | 26 ottobre 2013   |         |
| 5 (68)                                                        | 「初めてのお別れ」 - Hajimete no owakare – "La prima separazione"                                                                                    | 2 novembre 2013   |         |
| 6 (69)                                                        | 「創造の子 フェイリン」 - Sōzō no ko Feirin – "La figlia del creatore: Feylin"                                                                       | 9 novembre 2013   |         |
| 7 (70)                                                        | 「フェイリンの決意」 - Feirin no ketsui – "La determinazione di Feylin"                                                                              | 16 novembre 2013  |         |
| 8 (71)                                                        | 「わたしのボディガード」 - Watashi no bodigādo – "La mia guardia del corpo"                                                                          | 23 novembre 2013  |         |
| 9 (72)                                                        | 「ハニワパニック！」 - Haniwa panikku! – "Il panico di haniwa!"                                                                                      | 30 novembre 2013  |         |
| 10 (73)                                                       | 「ハルカなる想い」 - Haruka naru omoi – "Ciò che pensa Haruka"                                                                                       | 7 dicembre 2013   |         |
| 11 (74)                                                       | 「潜入！冥王城」 - Sen'nyū! Meiō-jō – "Intrusione! La città dell'Inferno"                                                                            | 14 dicembre 2013  |         |
| 12 (75)                                                       | 「冥王城の決闘」 - Meiō-jō no kettō – "Duello nella città dell'Inferno"                                                                              | 21 dicembre 2013  |         |
| 13 (76)                                                       | 「妹の名はスズメ」 - Imōto no na wa Suzume – "Il nome della sorella è Suzume"                                                                        | 28 dicembre 2013  |         |
| 14 (77)                                                       | 「魔神騎ヴァンデル襲来！」 - Majin-ki Vanderu shūrai! – "Il dio demone Vandel invade!"                                                               | 11 gennaio 2014   |         |
| 15 (78)                                                       | 「蘇ったハンター」 - Yomigaetta hantā – "Il cacciatore rinato"                                                                                       | 18 gennaio 2014   |         |
| 16 (79)                                                       | 「雷轟軍神ラインハルト！」 - Raigō gunshin Rainharuto! – "Il dio guerriero dei tuoni ruggenti Reinhardt!"                                            | 25 gennaio 2014   |         |
| 17 (80)                                                       | 「ナガレ ふたたび」 - Nagare futatabi – "Nagare: di nuovo"                                                                                           | 1º febbraio 2014  |         |
| 18 (81)                                                       | 「語られる真実」 - Katarareru shinjitsu – "La verità parlata"                                                                                        | 8 febbraio 2014   |         |
| 19 (82)                                                       | 「三種の神器」 - Sanshu no shinki – "I tre tesori sacri"                                                                                             | 15 febbraio 2014  |         |
| 20 (83)                                                       | 「守りたいもの」 - Mamoritai mono – "Le cose che voglio proteggere"                                                                                  | 22 febbraio 2014  |         |
| 21 (84)                                                       | 「ディオル、その悦び」 - Dioru, sono yorokobi – "Dior, quella gioia"                                                                                 | 1º marzo 2014     |         |
| 22 (85)                                                       | 「ベリンダ覚醒」 - Berinda kakusei – "Il risveglio di Belinda"                                                                                       | 8 marzo 2014      |         |
| 23 (86)                                                       | 「神の召喚」 - Kami no shōkan – "L'invocazione del dio"                                                                                              | 15 marzo 2014     |         |
| 24 (87)                                                       | 「ドリランドを救わなきゃ！」 - Dorirando wo sukuwanakya! – "Devo salvare Driland!"                                                                   | 22 marzo 2014     |         |
| 25 (88)                                                       | 「大好きな世界」 - Daisuki na sekai – "Un mondo d'amore"                                                                                             | 29 marzo 2014     |         |

### Sigle
La sigla italiana, scritta da Valerio Gallo Curcio ed interpretata da Aurelia Porzia, segue lo stesso arrangiamento della prima sigla di testa giapponese, sia in apertura che in chiusura.
Sigla di apertura
- Together ~Tanken Driland~ (Ｔｏｇｅｔｈｅｒ ～探検ドリランド～?), di Sakura (ep. 1-37; prima serie)
- Go ahead!, di Hideyuki Takahashi (ep. 38-63; seconda serie)
- Go ahead! ~SSR~, di Hideyuki Takahashi con Sakura, Mekky (Tetsuya Yanagihara) & Shakky (Kanako Miyamoto) (ep. 64-88; seconda serie)

Sigla di chiusura
- DRAGON BOY, dei Civilian Skunk (ep. 1-13; prima serie)
- Nagareboshi (流れ星?), di 96Neko (ep. 14-25; prima serie)
- BUNBUN NINE9’, delle Cheeky Parade (ep. 26-37; prima serie)
- STEP&GO, delle PASSPO☆ (ep. 38-50; seconda serie)
- BLESSING CARD, di VALSHE (ep. 51-63; seconda serie)
- JUVENILE!!!!, di Hanae (ep. 64-76; seconda serie)
- you can do it!, di Suzu (ep. 77-88; seconda serie)

Sigla di apertura e di chiusura italiana
- Versione italiana di Together ~Tanken Driland~, di Aurelia Porzia